# Association des éleveurs français de taureaux de combat
L'Association des éleveurs français de taureaux de combat est une association qui regroupe les éleveurs français de taureau de race brave. Elle gère les intérêts d'une quarantaine d'élevages et elle détient le livre généalogique de la race. C'est un organisme de sélection reconnu par le ministère de l'agriculture. Elle est partenaire de l'Union des villes taurines françaises.

## Historique

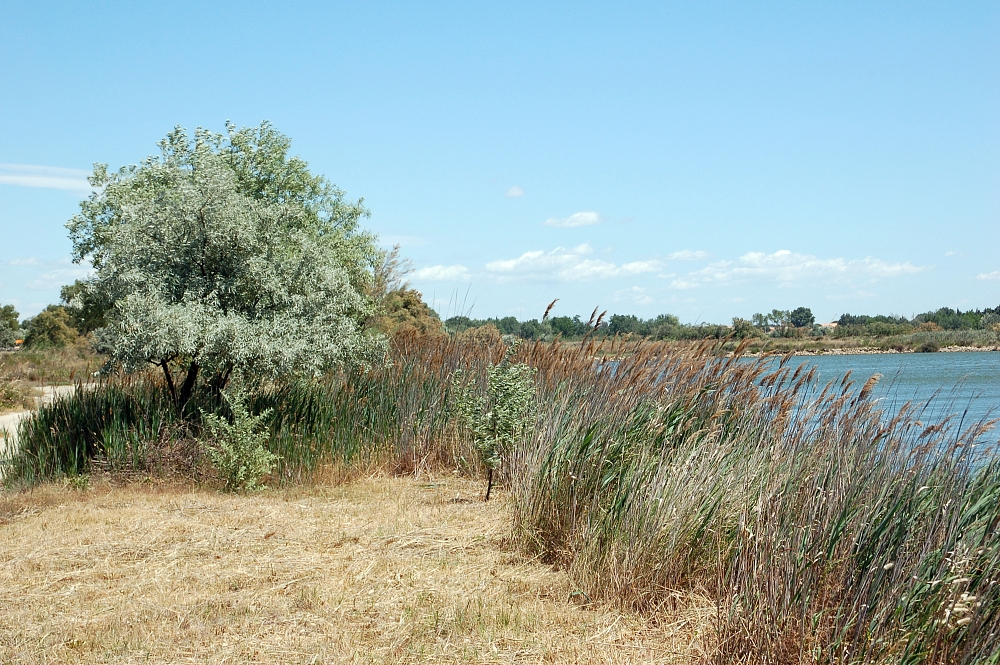
Parc naturel régional de Camargue où sont élevés les taureaux de combat

### Union
L'Union Française des éleveurs de taureaux de combat est fondée en 1920 à Arles par Ambroise Boudin, père de Pouly III. Elle regroupe les éleveurs de taureaux de Camargue pour la course camarguaise et les éleveurs de taureaux braves pour la corrida. Ambroise Boudin possédait alors une manade qu'il a améliorée avec du bétail de Louis Barbier. 
Toutefois, les produits de ces deux types d'élevage étant destinés à des pratiques différentes, l'Union Française des éleveurs de taureaux de combat s'est divisée en deux parties en 1962 : d'un côté les taureaux de Camargue pour la course camarguaise et la viande de boucherie Camargue (AOC), de l'autre les taureaux destinés à la corrida.

### Association
Cette dernière catégorie, qui comprend une trentaine d'élevages, a été regroupée avec le Syndicat des éleveurs français en 1968 au sein de l’Association des éleveurs français de taureaux de race espagnole présidée par Hubert Yonnet. Le premier annuaire de recensement publié le 9 janvier 1992 dénombrait vingt-cinq adhérents. En 2002, on en comptait trente-huit selon Robert Bérard, une quarantaine en 2009, selon Jean-Baptiste Maudet, quarante-six selon la liste établie par l'Association en 2011 en comptant les  trois catégories : sélectionneur, aspirant et utilisateur.

## Sélection et répartition géographique
La majorité des élevages de taureaux braves sont situés dans la Crau, la Camargue, le pourtour des Alpilles. Les autres sont répartis dans le Sud-ouest, entre les Landes, les Pyrénées-Atlantiques et le Gers. À l'origine, la plupart de élevages implantés en Camargue (Yonnet, Sol, Durand, Lescot et d'autres) ont importé d'Espagne ou du Portugal des taureaux de race espagnole et les ont croisés avec les taureaux de Camargue. Toutefois, l'évolution de la corrida les a contraints à éliminer progressivement le sang camarguais impropre à cette forme de course de taureaux. Cette orientation a commencé à la fin des années 1940.

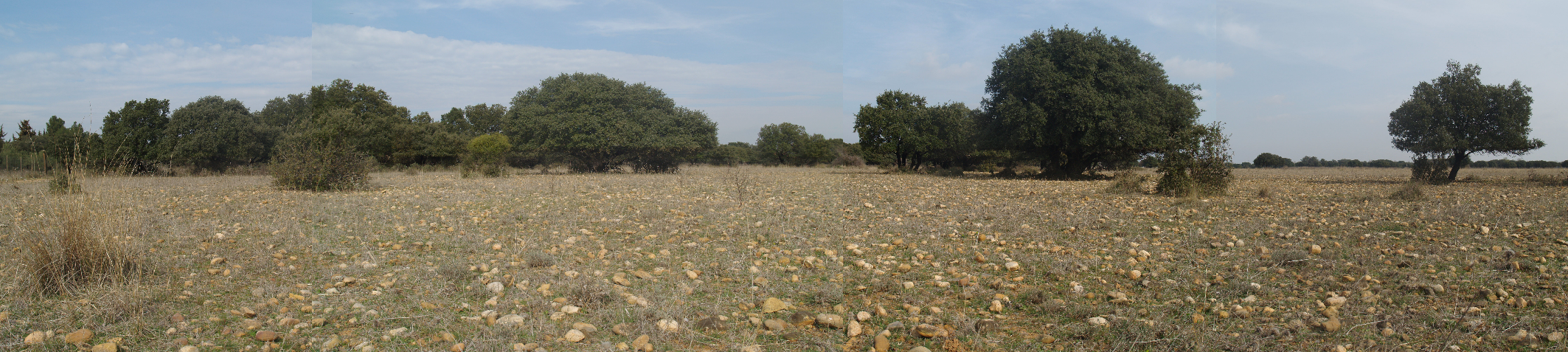
Panorama de la Crau, région d'élevage du taureau de combat

L'élevage de taureaux de combat étant peu rentable, la plupart des éleveurs possèdent en même temps une ganadería et une manade pour la viande, pour la course landaise et la course camarguaise. C'est le cas de notamment de l'élevage Robert Margé, et de l'élevage Hubert Yonnet.
Les élevages de taureaux braves sont  moins nombreux que les manades camarguaises réunies au sein de l’Association des manadiers de taureaux de Camargue et de l’Association des éleveurs de taureaux de race camarguaise qui comptent entre 117 et 130 membres.
A l'heure actuelle les ganadérias ne sont plus si peu nombreuses en Camargue on compte un total de 10000 têtes de races braves et 18000 têtes de race camargue. La préservation de ces 2 races ainsi que la richesse biologique de Camargue passe par la préservation de la culture taurine de type course camarguaise ainsi que de la corrida de toros ou corrida de rejon.

## Présidents
- 2001-2011 : Francine Yonnet[10]
- 2011-2014 : Bruno Blohorn[11]
- 2014-2020 : Patrick Laugier
- depuis 2020 : Virgile Alexandre[12]